# Konrad Steinbrinck
Konrad Steinbrinck (* 6. Januar 1845 in Frankfurt am Main; † 20. Januar 1899 ebenda) war ein deutscher Architekt und Mitglied des Provinziallandtages der Provinz Hessen-Nassau.

## Leben
Konrad Steinbrinck absolvierte eine Ausbildung zum Architekten und war kommunalpolitisch engagiert. 1887 kam er als Vertreter der Deutschen Demokratischen Partei in das Frankfurter Stadtparlament, wo er Mitglied im städtischen Tiefbauausschuss war. Besonders engagierte er sich für Reformen im Frankfurter Tiefbauamt.

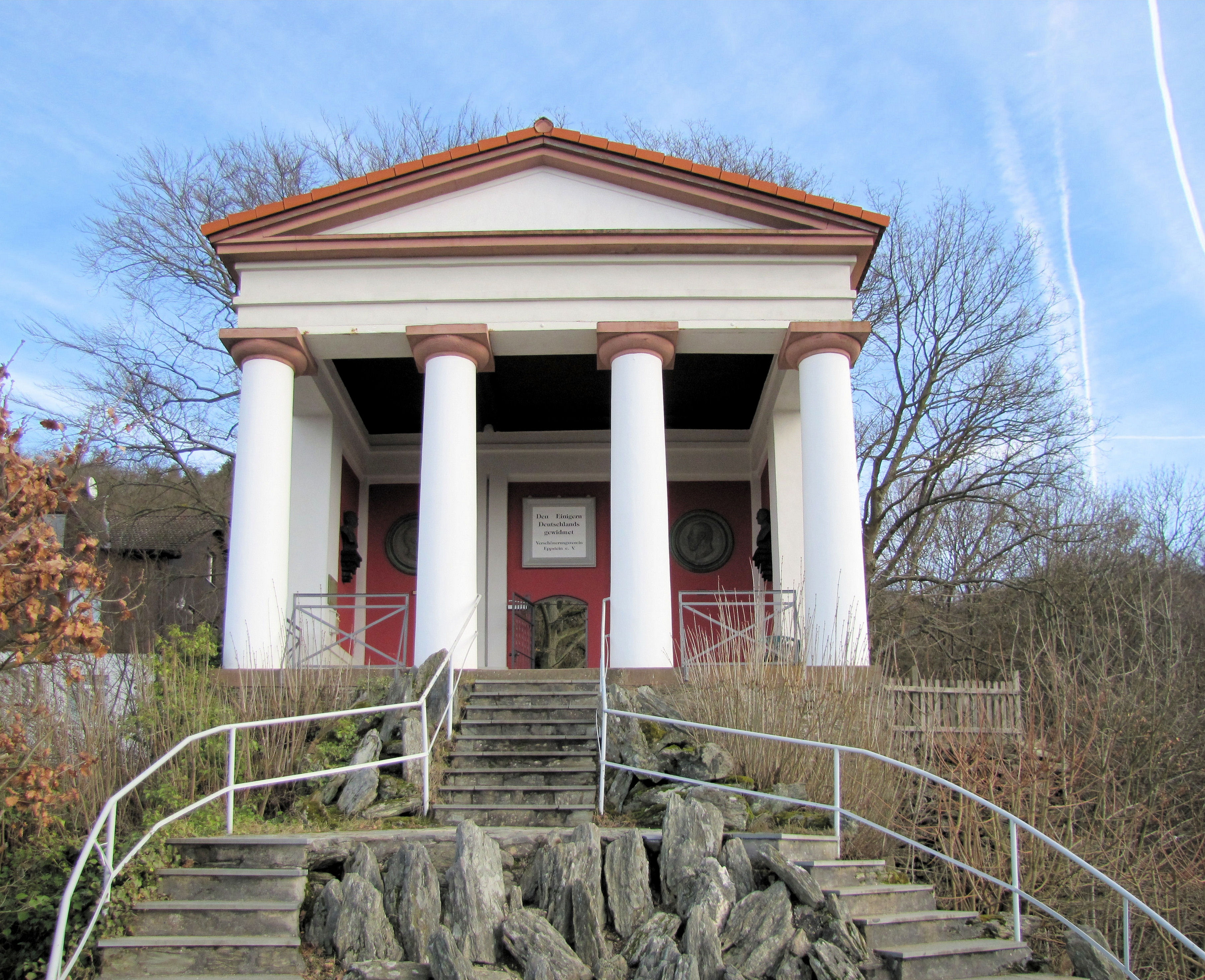
Kaisertempel Eppstein, nach den Plänen von Konrad Streinbrinck 1892/1894 errichtet

Nach seinen Plänen wurde der Kaisertempel in Eppstein in den Jahren 1892/1894 errichtet. Dabei verzichtete Steinbrinck auf ein Honorar.
1891 erhielt er als Vertreter des Abgeordneten Christian Schmidt-Knatz ein Mandat für den Nassauischen Kommunallandtag des preußischen Regierungsbezirks Wiesbaden bzw. für den Provinziallandtag der Provinz Hessen-Nassau.
Wegen politischer Auseinandersetzungen legte er 1892 seine Mandate zunächst nieder, war aber später von 1895 bis 1899 wieder in der Stadtverordnetenversammlung vertreten.